# Patrick Cutrone
Patrick Cutrone (ur. 3 stycznia 1998 w Como) – włoski piłkarz grający na pozycji napastnika we włoskim klubie Como, do którego jest wypożyczony z Wolverhampton Wanderers oraz w reprezentancji Włoch.

## Kariera klubowa
Cutrone jest wychowankiem A.C. Milan. W młodzieżowych drużynach strzelił 136 goli. Do kadry pierwszego zespołu został włączony w rundzie rewanżowej sezonu 2016/2017. W Serie A zadebiutował 21 maja w wygranym 3:0 meczu z Bologną. 19-latek wszedł na boisko w 85. minucie za Gerarda Deulofeu. Trener Vincenzo Montella zabrał go na letni obóz przygotowawczy w Stanach Zjednoczonych, gdzie Cutrone zagrał w meczach towarzyskich z Borussią Dortmund i Bayernem Monachium. W spotkaniu z tym drugim rywalem Cutrone strzelił dwa gole choć zagrał tylko w pierwszej połowie, a Włosi wygrali 4:0.
Rozgrywki Serie A Cutrone również rozpoczął jako podstawowy zawodnik, a dwóch pierwszych meczach zdobył dwie bramki.

### Statystyki
Stan na 7 lipca 2018
| Klub       | Liga i sezon    | Liga  | Liga | Puchar kraju | Puchar kraju | Liga Europy | Liga Europy | Inne  | Inne | Razem | Razem |
| Klub       | Liga i sezon    | Mecze | Gole | Mecze        | Gole         | Mecze       | Gole        | Mecze | Gole | Mecze | Gole  |
| ---------- | --------------- | ----- | ---- | ------------ | ------------ | ----------- | ----------- | ----- | ---- | ----- | ----- |
| A.C. Milan | Serie A 2016/17 | 1     | 0    | 0            | 0            | –           | –           | –     | –    | 1     | 0     |
| A.C. Milan | Serie A 2017/18 | 28    | 10   | 5            | 2            | 13          | 6           | –     | –    | 46    | 18    |
| A.C. Milan | Razem           | 29    | 10   | 5            | 2            | 13          | 6           | –     | –    | 47    | 18    |

## Kariera reprezentacyjna
Cutrone w juniorskich i młodzieżowych reprezentacjach Włoch grał od 2013 roku. Z kadrą U-17 uczestniczył w mistrzostwach Europy 2015, w których Włosi dotarli do ćwierćfinału zawodów. Cutrone rozegrał pięć meczów i strzelił gola w zremisowanym 1:1 meczu fazy grupowej z Holandią.
Wychowanek Milanu był także w reprezentacji U-19, która w 2016 roku zdobyła wicemistrzostwo Europy. Na turnieju w Niemczech rozegrał cztery mecz, ale nie zdobył bramki.
23 marca 2018 zadebiutował w dorosłej reprezentacji Włoch w przegranym 0:2 meczu z Argentyną.